# Ice Age: L'edat de gel
Ice Age: L'edat de gel (títol original en anglès: Ice Age) és una pel·lícula estatunidenca d'animació del 2002 que narra la història d'un grup d'animals de diferents espècies de fa 20.000 anys que han de fer front a l'època glacial. Aquesta pel·lícula ha estat doblada al català. La seqüela Ice Age 2: El desglaç es va estrenar el 2006.

## Argument
Fa 20.000 anys, durant l'era glacial, els animals migren cap al sud, a terres més càlides. Tanmateix, en Manny, un mamut amb poc humor, va en una altra direcció, per no fer el que fan tots. Poc després coneix en Sid, un peresós bromista i xerraire que fuig de dos brontotèrids que el volen matar després d'haver arruïnat llur esmorzar.
Un sinistre tigre dents de sabre, anomenat Diego, té la missió de robar un nadó fill del caçador humà que va matar la meitat de la seva manada, per ordre d'en Soto, cap de la bandada, que desitja venjar-se dels humans. Aquest persegueix la mare del nen fins a un salt d'aigua, on ella es llança per salvar la vida del seu bebè, Diego decideix no tirar-se pel seu temor de l'aigua. Soto, enutjat, li ordena que cerqui la criatura i que la porti al seu cau situat a muntanya i la mati.
Per accident, en Manny i en Sid troben la criatura a la riba d'un riu. En Sid pren la iniciativa de retornar-lo i en Manny el segueix per burlar-se'n. Temps després troben en Diego que el reclama com a seu, però en Manny l'agafa, pressent les seves veritables intencions. Diego el convenç que també el vol tornar, cosa que no és del grat d'en Sid, en Diego l'amenaça de matar-lo i devorar-lo després d'haver tornat el bebè. Aquí comença el seu recorregut, a la recerca de la família del nen.
En travessar un volcà, en Manny salva la vida d'en Diego, per sorpresa, i l'endemà els explica la veritat sobre les seves intencions, penedint-se i procurant un pla per desfer-se dels altres tigres de dent de sabre. En una baralla contra ells, els arriba a vèncer, encara que en Diego queda greument ferit en defensar en Manny.
En Manny i en Sid troben el grup d'humans i lliuren el bebè al seu pare. En Manny i en Sid voltegen i veuen en Diego, viu i recuperat (encara que feble). Decideix d'anar amb els seus amics, i junts emigren al sud.

## Repartiment
| Personatge       | Veu original (EUA) | Veu en català(Catalunya)                        |
| ---------------- | --- | ----------------------------------------------- |
| Manfred «Manny»  | Ray Romano | Ricky Coello                                    |
| Sid              | John Leguizamo | Aleix Estadella                                 |
| Diego            | Denis Leary | Òscar Barberan                                  |
| Soto             | Goran Višnjić | Lluís Marco                                     |
| Zeke             | Jack Black | José Javier Serrano                             |
| Dodo             | Peter Ackerman | Quim Roca                                       |
| Scrat            | Chris Wedge | Chris Wedge (enregistraments d'àudio originals) |
| Oscar            | Diedrich Bader | Adrià Frias                                     |
| Lenny            | Alan Tudyk | Eduard Doncos                                   |
| Carl             | Cedric the Entertainer | Ramon Canals                                    |
| Frank            | Stephen Root | Jordi Royo                                      |
| Rachel           | Jane Krakowski | Maria Moscardó                                  |
| Jennifer         | Lorri Bagley | Rosa Pastó                                      |
| Veus addicionals | Chris Wedge, Alan Tudyk, Peter Ackerman, P. J. Benjamin, Josh Hamilton, Denny Dillon, Mitzi McCall, Tara Strong, Dann Fink y Stephen Root | –                                               |

| Informació tècnica    | Informació tècnica         |
| --------------------- | -------------------------- |
| Estudi de doblatge    | Sonoblok, S.A. (Barcelona) |
| Direcció              | Quim Roca                  |
| Traductor i ajustador | Joan Mateu                 |
| Assessor lingüístic   | David Arnau                |

## Premis
- 2003: KCFCC - Best Animated Film
- 2002: BMI Film & TV Awards - BMI Film Music Award, Bogey Awards - Bogey Award in Platin, Silver Ribbon - Best Dubbing (Migliore Doppiaggio). Una nominació als Oscars per la millor pel·lícula d'animació i 7 nominacions als Annie

## Curiositats
- Pel paper de Manny es van estudiar els noms de James Earl Jones i Ving Rhames.[4]
- En principi la pel·lícula estava pensada per ser un drama, però la 20th Century Fox només va admetre que fos una comèdia infantil.[4]
- Els dibuixos que apareixen per primera vegada en les cavernes d'Ice Age són rèpliques dels que es van trobar a les coves de Lascaux a Occitània.[4]

## Versió en català
Tots els toms d'aquest film d'animació s'han estrenat als cinemes en català. També han tingut la seva versió en català en DVD.

## La saga
- Ice Age 2: El desglaç (2006)
- Ice Age 3: L'origen dels dinosaures (2009)
- Ice Age 4: La formació dels continents (2012)
- Ice Age. El gran cataclisme (2016)